# 佐藤康宏
佐藤 康宏（さとう やすひろ、1955年1月17日 - ）は、日本の美術史学者・東京大学名誉教授。博士（文学）。日本美術史、特に近世絵画史が専門。

## 経歴
宮崎県生まれ。1978年東京大学文学部美術史学専修課程卒業、1980年同大学院人文科学研究科修士課程修了、東京国立博物館技官、1981年文化庁文化財保護部美術工芸課技官、1989年同絵画部門文化財調査官、1994年東京大学文学部助教授、2000年同教授。2020年定年退任、名誉教授。日本東洋美術研究誌『國華』編輯委員。
2008年から2016年まで放送大学客員教授を兼任。月刊『UP』（東京大学出版会）の439号（2009年5月）から589号（2021年）まで「日本美術史不案内」を連載。
文化庁在籍時の1985年、ロサンゼルス・カウンティー美術館で開催された「近世水墨画展」の企画・実施を担当（主担当は宮島新一）。1989年から90年にかけてニューヨークのアジア・ソサエティー美術館とロサンゼルス・カウンティー美術館を巡回した「若冲展」の企画・実施を担当。いずれも英文の研究的カタログを分担執筆している（共著の項を参照）。また、2018年、『國華』130周年と朝日新聞140周年を記念する特別展「名作誕生　つながる日本美術」の企画を担当した。
著書のうち以下の４冊については、東京大学のサイトに著者自身による解説が掲載される（英文ページもあり）。
- 『湯女図』（https://www.u-tokyo.ac.jp/biblioplaza/ja/C_00050.html）
- 『日本美術史』（https://www.u-tokyo.ac.jp/biblioplaza/ja/B_00058.html）
- 『絵は語り始めるだろうか』（https://www.u-tokyo.ac.jp/biblioplaza/ja/E_00066.html）
- 『若冲伝』（https://www.u-tokyo.ac.jp/biblioplaza/ja/E_00065.html）

### 東大在任時
2015年10月20日、放送大学で第一学期単位認定試験に出題した問題の冒頭で、審議中の政治的テーマに関連する記述をした。試験後に受験者の一人から、現政権への批判、審議中の事案への意見は教育者による思想誘導と取られかねない、との疑義を訴えたメールが来たとの連絡を受けた。佐藤は問題文の趣旨に賛成でも反対でも回答に差が出る種類の問題ではないと答え、この疑義を無視した。大学側が「現政権批判は公平性に欠き、単位認定試験のあり方として認められない」などを理由に、学内サイトで試験問題文を公開する際に一部文章の削除を通告した。しかし佐藤は、今回冒頭に記したのは戦前・戦中期の美術について、今に生きる自身の問題として考えてほしいという受験者へのメッセージであり、これは単に警告を呼びかけるに過ぎず、法案への反対や津田青楓のように議会への告発を表明しているわけではないと説明した。。更に試験問題は放送法の適用を受けず、同意なき削除は著作権の侵害であることなどを理由に反論し、2019年度までの契約だった客員教授を2015年度限りで辞めた。
2020年3月、『若冲伝』で第70回芸術選奨文部科学大臣賞を受賞。12月、菅義偉内閣による日本学術会議新委員任命拒否の問題に抗議し、「専門家を専門家として尊重しない政府のために働くつもりはない」と説明して、4月から務めていた「登録美術品調査研究協力者会議」の座長を10月に辞任したと自ら記し、新聞でも報じられた。

## 著書
- 『日本の美術 256 伊藤若冲』（至文堂、1987年）
- 『新編名宝日本の美術（27） 若冲・蕭白』（小学館、1991年）。本論「蕭白新論」が第4回國華賞受賞
- 『湯女図　視線のドラマ』（平凡社「絵は語る 11」、1993年／ちくま学芸文庫、2016年）。第6回倫雅美術奨励賞受賞
- 『日本の美術 365　歌麿と写楽』（至文堂、1996年）
- 『新潮日本美術文庫 14 　浦上玉堂』（新潮社、1997年）
- 『もっと知りたい 伊藤若冲 生涯と作品』（東京美術「アート・ビギナーズ・コレクション」、2006年、改訂版2011年）
- The World of Ito Jakuchu: Classical Japanese Painter of All Things Great and Small in Nature (Translated by Michael Brase, Japan Publishing Industry Foundation for Culture, 2020)
- 『日本の美術 484　祭礼図』（至文堂、2006年）
- 『日本美術史』（放送大学教育振興会、2008年、改訂版2014年）
- 『国宝の美 41　風俗画』（朝日新聞出版、2010年）
- 『絵は語り始めるだろうか　日本美術史を創る』（羽鳥書店、2018年）
- 『若冲伝』（河出書房新社、2019年）。第70回芸術選奨文部科学大臣賞受賞
- 『若冲の世紀　十八世紀日本絵画史研究』（東京大学出版会、2022年）。第21回徳川賞受賞
- 『日本美術史不案内』（東京大学出版会、2025年）

### 共著
- 共著 『原色日本の美術 第27巻　在外美術（絵画）』（小学館、1980年）
- 共著  Japanese Ink Painting (Los Angeles County Museum of Art, 1985)
- 共著  The Paintings of Jakuchu (The Asia Society Galleries, 1989)
- 共著 『講座日本美術史 第2巻 形態の伝承』（板倉聖哲編、東京大学出版会、2005年）
- 共著 『講座日本美術史 第6巻 美術を支えるもの』（木下直之編、東京大学出版会、2005年）
- 共編 『岩佐又兵衛全集』（藝華書院、2013年）
- 東京国立博物館・國華社・朝日新聞社『名作誕生　つながる日本美術』（2018年）
- 共著 『輞川図と蘭亭曲水図　イメージとテクストの交響』（野田麻美・静岡県立美術館編、勉誠出版、2023年）

### 編著ほか
- 『講座日本美術史 第1巻 物から言葉へ』（東京大学出版会、2005年）
- 『講座日本美術史 第3巻 図像の意味』（東京大学出版会、2005年）

- 『日本美術のつくられ方　佐藤康宏先生の退職によせて』板倉聖哲・髙岸輝編（羽鳥書店、2020年）

東京大学で教えを受けた弟子らによる退任献呈論文集